# Село Клыковского отделения Совхоза «Красный Плодовод»
Клыковского отделения Совхоза «Красный Плодовод» — упразднённое село в Козельском районе Калужской области. Входило в состав Сельского поселения «Село Бурнашево». Исключено из учётных данных в 2017 году.

## География
Село де-факто являлось южной частью села Клыково.

## История
Населённый пункт упразднён постановлением Законодательного Собрания Калужской области от 23 марта 2017 года № 384.

## Население
| 2002 | 2010 |
| ---- | ---- |
| 0    | ↗9   |

### Половой состав
По данным Всероссийской переписи населения 2010 года в гендерной структуре населения мужчины составляли 55,6 %, женщины — соответственно 44,4 %.